# Красный Яр (Уфимский район)
Кра́сный Яр (баш. Ҡыҙылъяр) — село в Уфимском районе Башкортостана, административный центр Красноярского сельсовета.  Согласно переписи 2020 года население составляло 1971 человек.

## Географическое положение
Село расположено в излучине реки Белой, на противоположном берегу от города Уфы. Название связано с его местоположением, оно находится на высоком, крутом берегу из красной глины.
Село находится в 9 км от федеральной трассы М-7 "Волга", рядом с городским районом Затоном. В непосредственной близости находятся заброшенный аэродром УВВАУЛ и аэродром Забельский.
Расстояние до:
- районного центра (Уфа): 25 км,
- ближайшей ж/д станции (Уфа): 25 км.

## История

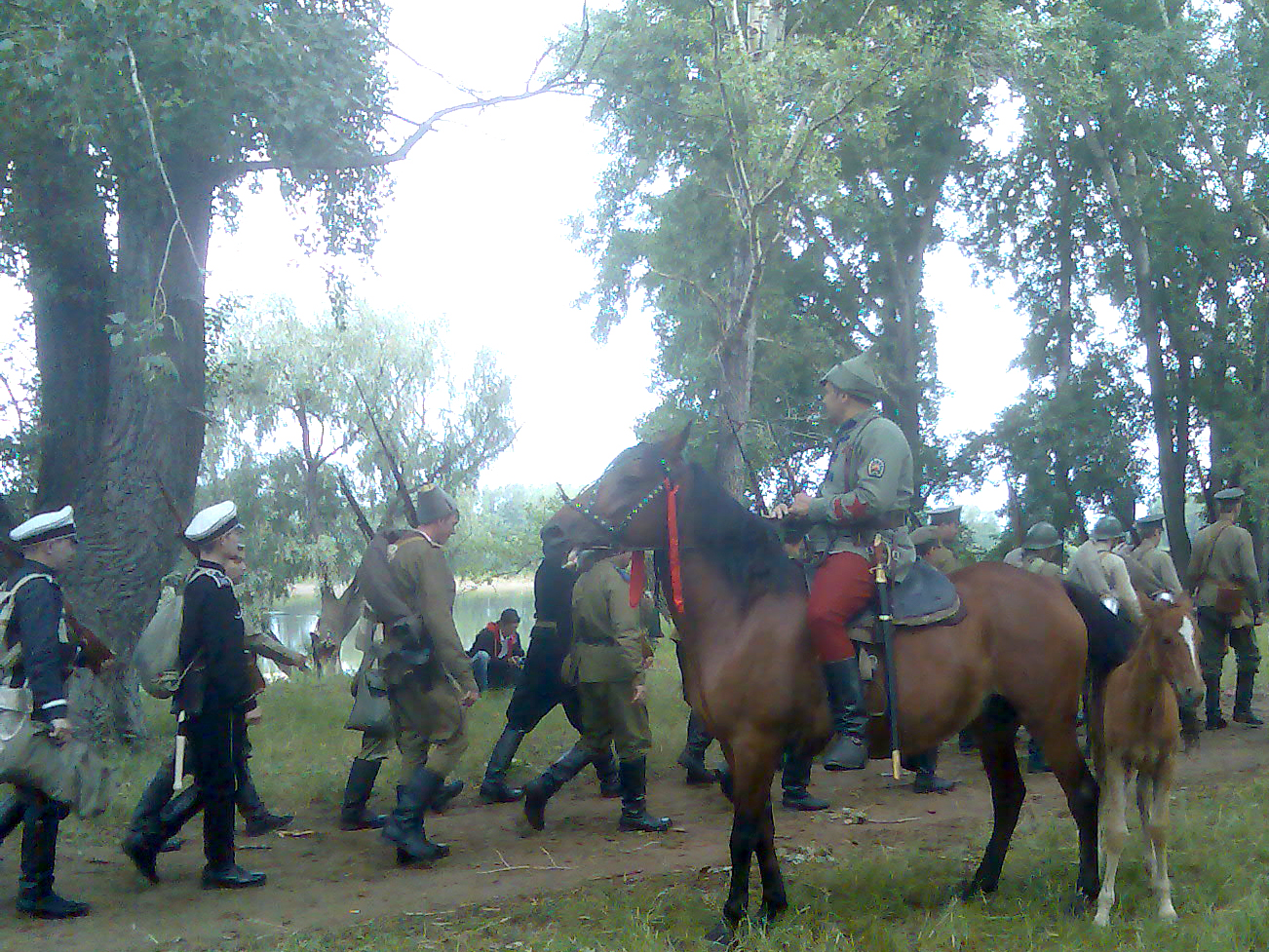
Войска под командованием Фрунзе в Красном Яру. Историческая реконструкция

Первые поселения на территории слияния рек Белой, Уфы и Дёмы возникли ещё несколько тысяч лет назад. При раскопках 1956 года в Красном Яру была обнаружена древняя стоянка людей, относящаяся к I—II тысячелетию до нашей эры.
После основания в 1574 году крепости Уфа в окрестностях появляются первые населённые пункты. Вверх по Белой поднимаются переселенцы из Поволжья, Прикамья, Вятской земли. Первыми поселениями русских в округе крепости Уфа были село Богородское (сегодня микрорайон Инорс), село Красный Яр и ещё одно село Богородское. Самое раннее упоминание русской деревни Красный Яр на Белой относится к 1618 году:
По одной грамоте 1635 года (7141 г. от сотворения мира) значится, что на месте, где ныне село Красный Яр, в 1618 г. жили так называемые пришлые люди и имели церковь Божию.
Далее из той же царской грамоты следует, что 9 крестьян-поселенцев пришли в 1635 году на место покинутой деревни.
Через несколько лет, по данным переписи 1647 года: «новопочинок на Красном Яру на р. Белой вниз. Крестьянских дворов 11, людей 31».
К середине XVIII века Красный Яр становится значительным селом и постоянно упоминается в различных документах того времени. В июле 1765 года в селе насчитывалось 179 душ мужского пола.

### Пугачёвское восстание (1773—1775)
Во время пугачёвского восстания в руках пугачёвцев село находилось с 30 ноября 1773 по 25 марта 1774 года. В дни осады Уфы войском атамана Зарубина в Красном Яру располагались повстанческие отряды, возглавлявшиеся крестьянином этого села Вязовым П., бакалинским казаком Еремкиным А., беглым сержантом Рябовым Ф., казанским купцом Алексеевым П. и другими. Отряды принимали участие в двух приступах к Уфе 23 декабря 1773 и 25 января 1774. Во время второго штурма отряды ворвались на окраины города, однако были отбиты.
Когда подполковник Михельсон одержал победу над войском Зарубина у села Чесноковка под Уфой, он отрядил в Красный Яр команду капитана Кардашевского Г. П. Она вступила туда 26 марта, но пугачёвцев не застала: бросив три пушки, те накануне бежали к Благовещенскому заводу.

### XIX век
В 1870 согласно Списку населённых мест Уфимской губернии в селе насчитывалось 200 дворов, 687 жителей. Здесь находилась православная церковь, училище, маслобойни, водяная мельница и три ветряных мельницы. В 1884—96 гг. построена новая кирпичная Троицкая церковь (ныне памятник архитектуры).
Сохранилось описание села, сделанное в 1895 году. Красный Яр расположен «по возвышенной равнине на левом берегу р. Белой, при Безымянном ключе, на котором имеется мельница; в полях — несколько болот и 1 озеро. Надел в 2-х участках, селение — по окраине северного края надела. Изменения в угодьях: часть пашни отошла под выгон, и весь сенокос распахан. Последний передел был в 1890 г., по ревизским душам. Поля по ровному месту находятся возле селения. В одном поле имеется яма с площадью до 3-х с лишком десятин. Почва — чернозём. В селении — 10 веялок. Лес на ЮЗ надела, в 8 участках».

### Гражданская война, Уфимская операция (1919)
Во время Гражданской войны контрнаступление Южной группы Восточного фронта в 1919 году включало освобождение района Уфы от войск Колчака. С 25 мая по 19 июня продолжалась Уфимская операция. Колчак придавал большое значение Уфе. Западная армия генерала Ханжина была усилена 1-м Волжским корпусом генерала Каппеля и реорганизована в три отлично вооружённые группы (Уфимскую, Уральскую и Волжскую). Им была поставлена задача отойти за реку Белую и, используя эту водную преграду, остановить продвижение Красной Армии, а затем добиться перелома в свою пользу.
План Уфимской операции был разработан Фрунзе. Для окружения белых было решено нанести удары южнее и севернее Уфы. Главным направлением был выбран правый (южный) фланг, на котором находились ударные силы РККА. На левом фланге располагалась 25-я стрелковая дивизия под командованием Чапаева. В результате наступления 4—7 июня ударной группе правого фланга форсировать реку Белую не удалось. На левом фланге в ночь на 7 июня удалось форсировать реку части 25-й дивизии, захватившей на противоположном берегу плацдарм на полуострове напротив села Красный Яр. В изменившейся ситуации 8-го июня Фрунзе перевёл резервную 31-ю дивизию на левый фланг. 9-го июня чапаевцы, после ожесточённых боёв с колчаковцами, заняли Уфу.
По событиям этой операции в 1968 году был снят художественный фильм «Гроза над Белой».
Также проводятся ежегодные исторические реконструкции.

## Население
| 1647  | 1782  | 1795  | 1816  | 1834  | 1850  | 1858  |
| ----- | ----- | ----- | ----- | ----- | ----- | ----- |
| 31    | ↗475  | ↗626  | ↗924  | ↗1151 | ↗1337 | ↗1341 |
| 1870  | 1897  | 1912  | 1917  | 2002  | 2009  | 2010  |
| ↗1386 | ↗1594 | ↗1750 | →1750 | ↘1569 | ↗1627 | ↘1615 |

Демография
| Население Красного Яра |      |      |      |      |      |      |      |      |      |      |      |
| год                    | 1647 | 1782 | 1795 | 1816 | 1834 | 1850 | 1858 | 1870 | 1897 | 1912 | 1917 |
| дворов                 | 11   | -    | 128  | 144  | 186  | 154  | 150  | 200  | -    | 273  | 280  |
| население              | 31   | 475  | 626  | 924  | 1151 | 1337 | 1341 | 1386 | 1594 | 1750 | 1750 |

Национальный состав
Согласно переписи 2002 года, преобладающие национальности — русские (51 %), татары (29 %).
Большая часть жителей Красного Яра носила одинаковые фамилии. По ревизии 1834 года самыми распространёнными фамилиями были Стрельниковы, Вязовые, Жерновковы, Токаревы, Смольняковы, Чудовы, Скорняковы и другие. Все эти фамилии распространены и сегодня.

## Культура
Русский историко-культурный центр «Красный Яр» — создан с целью сохранения и возрождения традиционных форм жизнедеятельности местного населения, промыслов, обрядов, фольклора, пропаганды культурного и исторического наследия, сохранение и развитие творческого потенциала русских Республики Башкортостан. Включает в себя: Троицкая церковь XIX века, Дом-музей 25-й Чапаевской дивизии, Дом удельных крестьян семьи Березкиных, Обелиск воинам на территории парка, Музей русской культуры «Русская горница».
Народный фольклорный ансамбль «Ивушки», образцовый детский фольклорный ансамбль «Кудринки», инструментальный ансамбль «Красноярские ложкари».
На базе историко-культурного центра организован русский лингвистический лагерь «Россияночка».

## Достопримечательности

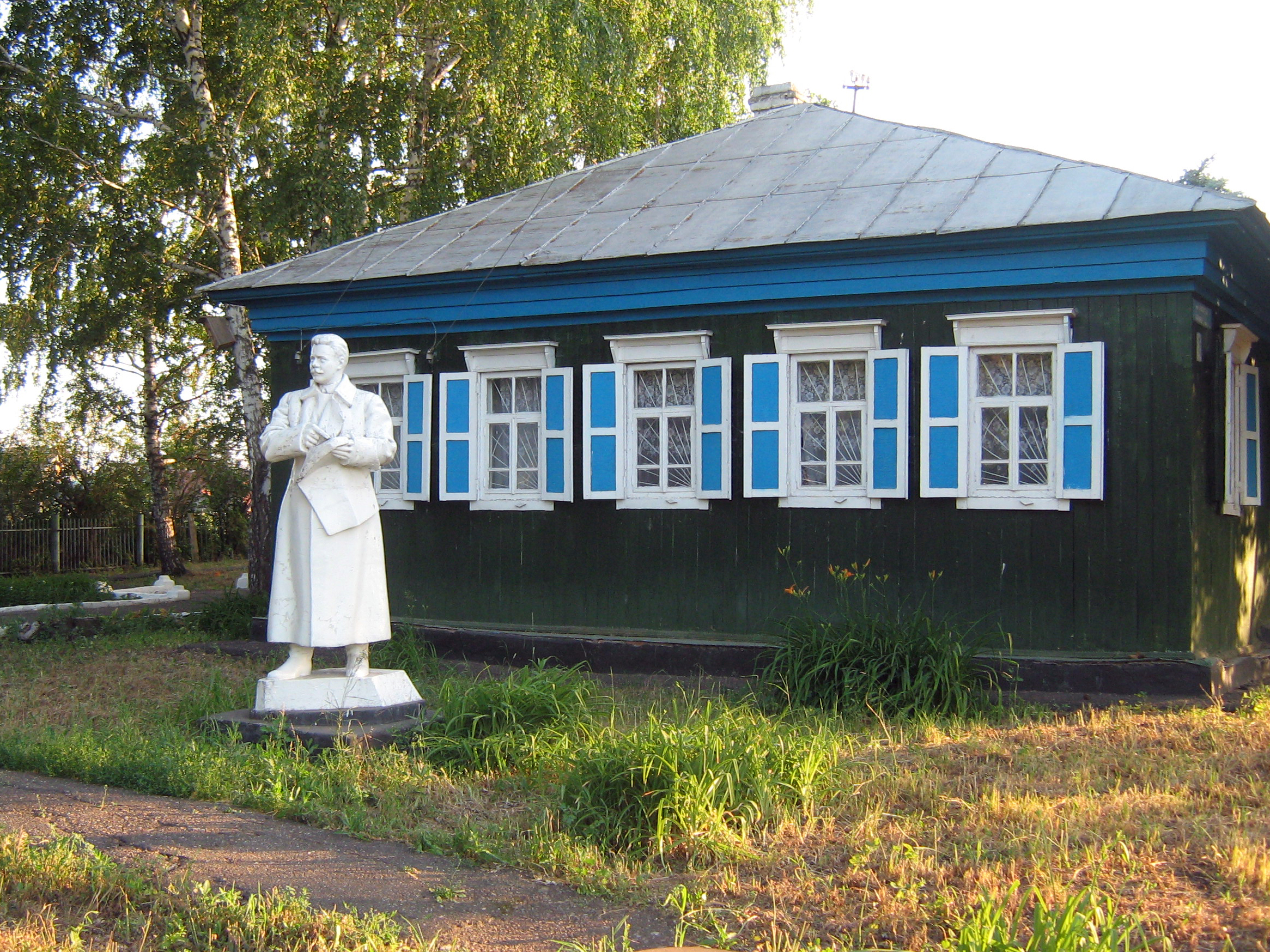
Музей 25-й стрелковой дивизии

- Дом-музей 25-й Чапаевской дивизии — музей с экспозицией по быту удельного крестьянства Башкортостана конца XIX - начала XX веков. Здание музея является свидетелем событий Гражданской войны, было построено в 1880 г. В здании размещались штаб и полевой лазарет 25-й Чапаевской дивизии с 2 по 7 июня 1919 года. Рядом с музеем сохранены два дома постройки XIX века[13][14][15].

- Памятник В.И. Чапаеву работы уфимского скульптора В.А. Дворника установлен 18 июня 2018 г.[16]

## Религия
Ещё с XVII века в Красном Яру стояла церковь. В начале XIX века в селе была деревянная Троицкая церковь. В 1880 году был начат сбор средств на каменный храм, в 1896 году была открыта новая церковь Троицы Живоначальной. После революции храм использовался как зернохранилище, затем был заброшен и частично разрушен. В настоящее время храм почти полностью восстановлен.